# Myanmymar aresconoides
Myanmymar aresconoides (лат.) — ископаемый вид перепончатокрылых насекомых из семейства Mymaridae (Chalcidoidea), единственный в роде Myanmymar. Обнаружены в меловых бирманских янтарях Юго-Восточной Азии (99,6—93,5 млн лет назад, Noije Bum 2001 Summit Site, Hukawng Valley, штат Качин, Мьянма).

## Описание
Микроскопического размера наездники: общая длина тела около 0,5 мм. Длина мезосомы 0,2 мм, мезоскутум — 0,1 мм. Усики состоят из скапуса, педицеля, жгутика (из 8 сегментов) и булавы (из 2 члеников). Крылья узкие, почти параллельносторонние, без микротрихий; длина около 0,4 мм. Лапки 5-члениковые. Древнейший представитель семейства мимарид (Mymaridae).

## Систематика и этимология
M. aresconoides сходен с вымершим родом Arescon (отсюда и видовой эпитет) по форме крыла и жилкованию. Только три современных рода мимарид (Boudiennyia, Eustochomorpha, Borneomymar) разделяют с M. aresconoides признаки строения жилкования переднего крыла, лапок и жгутика. M. aresconoides также уникален среди всех представителей семейства мимариды по наличию 3-члениковых щупиков (у всех других они несегментированные).
Вид был обнаружен в куске янтаря в 2001 году и впервые описан в 2011 году американским энтомологом Джорджем Пойнаром (George Poinar Jr., Department of Zoology, Oregon State University, Corvallis, Орегон, США) и его канадским коллегой Джоном Губером (John T. Huber, Natural Resources Canada, Оттава, Канада). Родовое название Myanmymar происходит от имени типового местонахождения в Мьянме.